# سيد صارم (كاني سور)
سید صارم (بالفارسية: سیدصارم) هي قرية تقع في إيران في قسم کاني سور الريفي. يقدر عدد سكانها بـ 289 نسمة بحسب إحصاء 2016.